# Benigno Iñiguez
Benigno Iñiguez González (Córdoba, 1879-Córdoba, 1936) fue un poeta, dramaturgo, académico y político español.

## Biografía
Nació el 10 de noviembre de 1879. Natural de Córdoba, fue dramaturgo, poeta y literato. Fue nombrado por el Ayuntamiento de Córdoba hijo preclaro de la ciudad y ocupó el cargo de presidente de la Academia de Nobles Artes y Bellas Letras de Córdoba y de diversas corporaciones literarias.  Falleció a la edad de cincuenta y seis años el 30 de enero de 1936 en su finca de La Gitana y fue enterrado en el cementerio de Nuestra Señora de la Salud. Como político, militando en el campo conservador, había sido concejal del Ayuntamiento de Córdoba y diputado provincial.
Entre las obras dramáticas que dio al teatro puede mencionarse el drama Miedo, estrenado en el Teatro Español de Madrid. Publicó La sinceridad en el arte (1910) y los libros de poesías Balance (poemas) y Cordobesas.